# Aq Qaya
Aq Qaya (en tatar de Crimée : Aq Qaya, en ukrainien : Ак-Кая, en russe : Белая скала) est un promontoire rocheux en Crimée, situé près du village de Belaya Skala / Ak-Kaya du raïon de Bilohirsk,,.
La paroi rocheuse blanche verticale s'élève au-dessus de la vallée de la rivière Biyuk-Karasu. Son altitude est de 344 m, la différence de hauteur entre la vallée et le sommet du rocher est d'environ 160 m.
Le nom Aq Qaya est traduit de la langue tatar de Crimée par « rocher banc », de (tatar de Crimée : aq « blanc » et tatar de Crimée : qaya - « rocher »).
Aq Qaya a été créé à la suite de l'érosion et de l'altération de la craie, et des calcaires et grès du Paléogène - un exemple clair du relief de cuesta. Dans la partie supérieure du rocher, l'altération a créé des piliers, des grottes et des niches ovales.
Depuis 1981, c'est un monument naturel d'importance nationale.